# 小杉郵便局
小杉郵便局（こすぎゆうびんきょく）
- 富山県射水市にある郵便局。本記事にて記述する。

小杉簡易郵便局（こすぎかんいゆうびんきょく）
- 新潟県新潟市江南区にある簡易郵便局。局番号は12844。

小杉郵便局（こすぎゆうびんきょく）は富山県射水市にある郵便局。民営化前の分類では集配普通郵便局であった。

## 沿革
- 1873年（明治6年）10月1日 - 小杉郵便取扱所として開設[1]。
- 1875年（明治8年）1月1日 - 小杉郵便局（五等）となる。
- 1885年（明治18年）7月15日 - 貯金取扱を開始。
- 1890年（明治23年）10月16日 - 為替取扱を開始。
- 1893年（明治26年）2月16日 - 小杉郵便電信局となる。
- 1903年（明治36年）4月1日 - 通信官署官制の施行に伴い小杉郵便局となる。
- 1949年（昭和24年）10月1日 - 小杉電報取扱所の廃止に伴い、取扱事務を承継[2]。
- 1983年（昭和58年）7月16日 - 風景入通信日付印の使用を開始。
- 1984年（昭和59年）10月1日 - 特定郵便局から普通郵便局に局種別改定[3]。
- 1993年（平成5年）3月22日 - 射水郡小杉町三ケから同町戸破に移転。
- 1999年（平成11年） - 外国通貨の両替および旅行小切手の売買に関する業務取扱を開始。
- 2006年（平成18年）10月16日 - 大門郵便局から「939-02xx」「939-04xx」区域の集配業務を移管[4]。
- 2007年（平成19年）10月1日 - 民営化に伴い、併設された郵便事業小杉支店に一部業務を移管。
- 2012年（平成24年）10月1日 - 日本郵便株式会社発足に伴い、郵便事業小杉支店を小杉郵便局に統合。
- 2016年（平成28年）9月26日 - 海老江郵便局から「933-02xx」区域の集配業務を移管。
- 2018年（平成30年）
  - 3月12日 - 新湊郵便局[5]から「934-00xx」区域の集配業務を移管[6]。
  - 4月1日 - 貯金・保険の渉外業務を射水新湊郵便局に移管。

## 取扱内容
- 郵便、印紙、ゆうパック、内容証明
- 貯金、為替、振替、振込、国際送金、外貨両替、国債、投資信託
- 生命保険、バイク自賠責保険、自動車保険
- ゆうちょ銀行ATM
- 「939-03xx」「933-02xx」「934-00xx」「939-02xx」「939-04xx」区域（射水市（川口宮袋を除く全域）、高岡市（牧野地区））の集配業務
  - なお、貯金・保険の渉外業務は、当局ではなく、射水新湊郵便局が担当する。
- ゆうゆう窓口

## 周辺
- 竹内源造記念館 - 建物は1934年（昭和9年）築。1976年（昭和51年）までは小杉町役場として使用されていた。
- 射水市立小杉中学校
- 下条川

## アクセス
- あいの風とやま鉄道線 小杉駅から東へ約1.1km（徒歩約13分）
- 富山地方鉄道バス、射水市コミュニティバス（きときとバス） 小杉東口停留所下車
- 北陸自動車道 小杉ICから北東へ約4.5km、富山西ICから北西へ約6km
- 駐車場あり：20台